# قتل‌عام هینترکایفک
قتل عام هینترکایفِک (به انگلیسی: Hinterkaifeck murders) در شامگاه ۳۱ مارس ۱۹۲۲ رخ داد؛ زمانی که شش عضو ساکن یک مزرعه‌ی کوچک در منطقه‌ی باواریای آلمان، که در حدود ۷۰ کیلومتری شمال شهر مونیخ واقع شده بود، توسط فرد یا افرادی ناشناس به قتل رسیدند. قربانیان این جنایت عبارت بودند از:
- آندریاس گروبر (با ۶۳ سال سن)
- سیتسیلیا گروبر (با ۷۲ سال سن)
- دختر بیوه آنها، ویکتوریا گابریل (با ۳۵ سال سن)
- دختر ویکتوریا، سیتسیلیا (با ۷ سال سن)
- ژوزف (با ۲ سال سن)
- خدمتکار، ماریا باومگارتنر (با ۴۴ سال سن)

همه‌ی قربانیان با ضربات نوعی کلنگ کشته شده بودند. پس از وقوع قتل، قاتل یا قاتلان به مدت سه روز در خانه باقی ماندند؛ در این مدت از غذای خانه استفاده کردند، به حیوانات مزرعه رسیدگی کردند و در بخاری خانه آتش روشن کردند.چهار تن از قربانیان در طویله، روی هم چیده شده بودند. به نظر می‌رسد که آن‌ها یکی‌یکی به بهانه‌ای به داخل طویله کشیده شده و سپس به قتل رسیده‌اند. پیش از این حادثه، اعضای خانواده و خدمتکار پیشینشان گزارش داده بودند که صداهای مشکوکی از اتاق زیرشیروانی شنیده‌اند؛ موضوعی که در نهایت موجب ترک کار خدمتکار قبلی شد.
این پرونده تا به امروز حل‌نشده باقی مانده و از آن به‌عنوان یکی از هولناک‌ترین و مرموزترین جنایات حل‌نشده در تاریخ آلمان یاد می‌شود.

## موقعیت
مزرعه‌ی هینترکایفک حدود سال ۱۸۶۳ ساخته شده بود. نام هینترکایفک از موقعیت جغرافیایی آن گرفته شده است: در زبان آلمانی، واژه‌ی Hinter به معنی "پشتِ" است، و Kaifeck نام دهکده‌ای کوچک در نزدیکی آن. بنابراین، "هینترکایفک" به معنی "پشتِ کایفک" است؛ در واقع این مزرعه حدود یک مایل شمال کایفک قرار داشت و در مرز جنگلی انبوه واقع شده بود.
کمتر از یک سال پس از وقوع قتل‌ و پایان تحقیقات، مزرعه به‌طور کامل تخریب شد تا اثری از صحنه های خشونت‌آمیز باقی نماند. در جریان تخریب ساختمان، شواهد بیشتری کشف شد؛ از جمله یک کلنگ آغشته به خون خشک‌شده که در اتاق زیرشیروانی پنهان شده بود، و یک چاقوی جیبی که در میان کاه‌های انبار یافت شد.
پس از تخریب مزرعه، در نزدیکی محل سابق آن، بنای کوچکی از بتن به نام یادمان هینترکایفک ساخته شد تا به عنوان یادبودی برای قربانیان این فاجعه باقی بماند.

## قتل‌عام

### مقدمه
چند هفته پیش از وقوع قتل‌های هینترکایفک، اتفاقات عجیب و غریبی در اطراف مزرعه رخ داده بود. حدود شش ماه پیش از حادثه، «کرسنز ریگر»، خدمتکار وقت خانواده، به دلیل شنیدن صداهای مشکوک در اتاق زیرشیروانی، کار خود را ترک کرد. او معتقد بود خانه توسط نیروهای ماورایی تسخیر شده است.
در ماه مارس سال ۱۹۲۲، آندریاس گروبر روزنامه‌ای ناشناس و غیرعادی از شهر مونیخ را در مزرعه پیدا کرد؛ در حالی که نه خودش آن را خریده بود و نه هیچ‌کس دیگری در منطقه مشترک آن روزنامه بود. ابتدا تصور می‌کرد نامه‌رسان آن را اشتباهی جا گذاشته، اما این فرضیه نیز رد شد. تنها چند روز پیش از جنایت، گروبر به همسایگانش گفته بود که ردپاهایی تازه در برف دیده که از سمت جنگل به سمت مزرعه می‌آمدند و به قفل شکسته‌ی اتاق ماشین‌آلات ختم می‌شدند.
در همان شب، اعضای خانواده صداهایی شبیه قدم‌زدن از بالای خانه شنیدند. گروبر ساختمان را جست‌وجو کرد، اما کسی را نیافت. با وجود اینکه موضوع را با چند نفر در میان گذاشت و حتی پیشنهاد کمک دریافت کرد، هرگز این موارد را به پلیس گزارش نداد. همچنین، به گفته‌ی یکی از دوستان مدرسه‌ی «زنتزیلیا گابریل» (دختر هفت‌ساله‌ی خانواده)، شب پیش از قتل، مادرش «ویکتوریا» پس از مشاجره‌ای شدید، مزرعه را ترک کرده بود و تنها چند ساعت بعد، در جنگل پیدا شد.

### روز واقعه
در بعدازظهر جمعه، ۳۱ مارس ۱۹۲۲، خدمتکار جدید خانواده، «ماریا بومگارتنر»، به مزرعه رسید. خواهر ماریا او را تا مزرعه همراهی کرد و پس از مدتی کوتاه آنجا را ترک کرد. او احتمالاً آخرین کسی بود که اعضای خانواده را زنده دیده است. ماریا تنها یک روز در مزرعه کار کرده بود پیش از آن‌که جنایت رخ دهد. به‌نظر می‌رسد در ساعات پایانی شب، «ویکتوریا گابریل»، دختر هفت‌ساله‌اش «زنتزیلیا»، و والدینش «آندریاس» و «سیتسیلیا» یکی‌یکی از طریق اصطبل به داخل طویله کشانده شدند و همان‌جا به قتل رسیدند. قاتل یا قاتلان، با استفاده از یک کلنگ متعلق به خود مزرعه، قربانیان را با ضربات سهمگین به سر از پای درآوردند. سپس، قاتل با همان آلت قتاله به داخل خانه رفت و با همان سلاح، ابتدا «ژوزف» کوچک را که در گهواره‌اش خوابیده بود، و سپس «ماریا بومگارتنر» را در اتاق خوابش به قتل رساند.

### کشف
چهار روز از وقوع قتل‌ها گذشته بود تا اینکه اجساد قربانیان کشف شد. در روز اول آوریل، دو فروشنده قهوه به نام‌های «هانس شیروفسکی» و «ادوارد شیروفسکی» به مزرعه‌ی هینترکایفک مراجعه کردند تا سفارش بگیرند. اما با وجود کوبیدن در و پنجره، پاسخی دریافت نکردند. آن‌ها محوطه‌ی مزرعه را گشتند، ولی هیچ‌کس را ندیدند. تنها نکته‌ی مشکوک، باز بودن درِ انبار تجهیزات مزرعه بود. پس از مدتی بلاتکلیفی، آن دو محل را ترک کردند. در روزهای بعد، غیبت بدون اطلاع «سیتسیلیا گابریل» از مدرسه و عدم حضور خانواده در مراسم نیایش روز یک‌شنبه، نگرانی‌ها را بیشتر کرد.
در روز ۴ آوریل، یک مکانیک محلی به نام «آلبرت هوفنر» برای تعمیر موتور به مزرعه آمد. او گفت که هیچ‌یک از اعضای خانواده را ندیده و صدایی جز سر و صدای حیوانات مزرعه و سگ داخل طویله به گوشش نرسیده است. پس از یک ساعت انتظار، تعمیر را آغاز کرد و در حدود چهار ساعت و نیم کار را به پایان رساند.
ساعت حدود ۳:۳۰ بعدازظهر همان روز، «لورنتس شلیتن‌باوئر» پسر ۱۶ ساله‌اش «یوهان» و ناپسری ۹ ساله‌اش «ژوزف» را به مزرعه فرستاد تا پیگیر وضعیت خانواده شوند. اما وقتی آن‌ها بازگشتند و گفتند کسی را ندیده‌اند، شلیتن‌باوئر خود به همراه «میشائیل پل» و «یاکوب زیگل» راهی مزرعه شد.
با ورود به طویله، آن‌ها اجساد «آندریاس گروبر»، همسرش «سیتسیلیا»، دخترشان «ویکتوریا گابریل» و نوه‌شان «زنتزیلیا» را در حالی که روی هم چیده شده بودند، پیدا کردند. کمی بعد، پیکر «ماریا بومگارتنر» (خدمتکار) و کوچک‌ترین عضو خانواده، «یوزف»، نیز در داخل خانه کشف شد.

## تحقیقات
بازرس گئورگ رینگروبر و بخشش تحقیقاتش در مورد قتل تحقیق کردند. تحقیقات اولیه به دلیل تعداد افرادی که با صحنه جنایت تعامل داشتند، اجساد و اقلام را به اطراف جابجا می کردند و حتی در آشپزخانه غذا می پختند و می خوردند، با مشکل مواجه شد. روز پس از کشف اجساد، پزشک دادگاه یوهان باپتیست اومولر کالبد شکافی را از بدن مقتولان انجام داد. مشخص شد که کلنگ محتمل ترین سلاح قتل است، اگرچه خود آلت قتاله در صحنه پیدا نشد.  شواهد نشان می‌دهد که سیتسیلیای ۷ ساله تا چندین ساعت پس از حمله زنده بوده است - او در حالی که روی کاه دراز کشیده بود موهای خود را به صورت دسته‌ای دریده بود. جمجمه قربانیان برداشته شد و برای بررسی بیشتر به مونیخ فرستاده شد.
پلیس ابتدا با مشکوک شدن به انگیزه سرقت، از هنرمندان دوره گرد، ولگردها و چندین نفر از ساکنان روستاهای اطراف بازجویی کرد، اما با پیدا شدن مقدار زیادی پول در خانه، آنها این نظریه(سرقت) را رها کردند.  واضح بود که عامل یا عاملان چند روز در مزرعه مانده بودند. شخصی به گاوهای مزرعه غذا داده بود، کل نان آشپزخانه را مصرف کرده بود و گوشت موجود در انبار را خورده بود.
بدون هیچ مدرک واضحی که بتوان از صحنه جنایت به دست آورد، پلیس شروع به تهیه فهرستی از مظنونان کرد. با وجود دستگیری‌های مکرر، هیچ قاتلی پیدا نشد و پرونده‌ها در سال ۱۹۵۵ بسته شدند. آخرین بازجویی‌ها در سال ۱۹۸۶، قبل از بازنشستگی سربازرس، کنراد مولر، انجام شد.

### تناقضات
در سوابق بازرسی کمیسیون دادگاه، اشاره شد که قربانیان احتمالاً بخاطر سر و صدای حیوانات که در اصطبل بودند به انبار کشیده شدند. با این حال، تحقیقات بعدی نشان داد که حتی صدای جیغ انسان هم از طویله تا خانه شنیده نمیشود.
در شب بعد از جنایت، سه روز قبل از کشف اجساد , هنرمند دوره گرد مایکل پلوکل تصادفاً از کنار هینترکایفک گذشت. او متوجه شد که تنور خانه توسط شخصی گرم شده‌است. آن شخص با فانوس به او نزدیک شده بود و او را کور کرده بود و در نتیجه با عجله به راه خود ادامه داد. پلوکل همچنین متوجه شد که دود تنور بوی تهوع آوری دارد. این حادثه پیگیری نشد و هیچ تحقیقی برای تعیین آنچه که آن شب در تنور سوزانده شده بود انجام نشد.
در ۱ آوریل در ساعت ۰۰: ۳ بامداد، کشاورز و قصاب, سیمون ریبلاندر، در راه بازگشت به خانه نزدیک Brunnen, دو فرد مرموز را در حاشیه جنگل دید.وقتی غریبه‌ها او را دیدند برگشتند تا صورتشان معلوم نشود. بعدها، هنگامی که سیمون درباره قتل در هینترکایفک شنید, فکر کرد که ممکن است آن دو غریبه در این قتل دخیل باشند.

## مظنونان

### کارل گابریل
کارل گابریل، شوهر ویکتوریا گابریلِ بیوه بود. بنا بر گزارش ها، او در دسامبر ۱۹۱۴، در طول جنگ جهانی اول، بر اثر یک گلوله در آراس، فرانسه کشته شد، اما جسد او هرگز پیدا نشد. پس از جنایت، مردم شروع به گمانه زنی در مورد اینکه آیا او واقعاً در جنگ کشته شده است یا خیر کردند. ویکتوریا در غیاب شوهرش حامله شده بود و پسرش جوزف را به دنیا آورد. شایعه شده بود که این پسر محصول یک "رابطه" محارم بین ویکتوریا و پدرش آندریاس بوده است که در دادگاه مستند شده و در دهکده شناخته شده است. مشخص شد که آندریاس به دخترش تجاوز می کند و دادگاه هر دوی آنها را به اتهام زنای با محارم محکوم کرد.
پس از پایان جنگ جهانی دوم، اسیران جنگی از منطقه شروبن‌هاوزن که پیش از موعد از اسارت شوروی آزاد شدند، ادعا کردند که توسط یک افسر آلمانی زبان شوروی که ادعا می‌کرد قاتل هینترکایفک است، به خانه فرستاده شده‌اند. با این حال، برخی از مردان بعداً اظهارات خود را اصلاح کردند که اعتبار آنها را کاهش داد. بسیاری این نظریه را مطرح کردند که افسر شوروی مورد نظر ممکن است کارل گابریل باشد، زیرا کسانی که ادعا می کردند گابریل را پس از گزارش مرگ او دیده اند، شهادت دادند که او می خواست به روسیه برود.

### لورنز شلیتن باوئر
مدت کوتاهی پس از مرگ همسر اولش در سال ۱۹۱۸، گمان می رفت که لورنز شلیتن باوئر با ویکتوریا گابریل رابطه داشته و پدر جوزف بوده است. شلیتن باوئر در اوایل تحقیقات به دلیل چندین اقدام مشکوک بلافاصله پس از کشف اجساد مورد سوء ظن مردم محلی قرار گرفت. زمانی که شلیتن باوئر و دوستانش برای پیدا کردن افراد خانه وارد شدند، مجبور شدند برای ورود به انبار یک دروازه را بشکنند زیرا همه درها قفل بودند. با این حال، بلافاصله پس از پیدا کردن چهار جسد در انبار، شلیتن باوئر ظاهراً قفل در ورودی را با کلید باز کرد و (به طور مشکوکی) به تنهایی وارد خانه شد. یک کلید خانه چندین روز قبل از قتل گم شده بود، اگرچه ممکن است به شلیتن باوئر، به عنوان همسایه یا معشوق بالقوه ویکتوریا، کلید داده شده باشد. شلیتن باوئر وقتی از همراهانش پرسیده شد که چرا تنها به خانه رفته است در حالی که مشخص نیست قاتل ممکن است هنوز آنجا باشد یا خیر، ظاهرا شلیتن باوئر اظهار داشت که به دنبال پسرش جوزف رفته است. مشخص است که شلیتن باوئر اجساد را در صحنه جرم آشفته کرده بود، بنابراین به طور بالقوه تحقیقات را به خطر انداخته بود.
سال‌ها بعد، به دلیل اظهارنظرهای عجیب شلیتن‌باوئر، سوء ظن مردم آن منطقه نسبت به این فرد همچنان وجود داشت و علت این سوء ظن ها آگاهی این فرد از جزئیاتی بود که فقط قاتل به یاد می‌آورد. طبق اطلاعاتی که در پرونده‌ وجود داشت، معلم مدرسه آن منطقه، هانس یبلاگر، شلیتن‌باوئر را در حال بازدید از بقایای هینترکایفک تخریب‌شده در سال ۱۹۲۵ مشاهده کرد. شلیتن باوئر پس از پرسیدن دلیل حضور او در آنجا، اظهار داشت که تلاش مجرم برای دفن بقایای خانواده در انبار توسط زمین یخ زده متوقف شده‌است. این به عنوان شواهدی درنظر گرفته شد که شلیتن‌باوئر از شرایط زمین در زمان قتل‌عام اطلاع دقیقی داشت، اگرچه به‌عنوان همسایه و آشنا با سرزمین آنجا، ممکن است فقط حدس خوبی زده باشد. یک گمانه‌زنی دیگر این بود که شلیتن‌باوئر پس از اینکه ویکتوریا خواستار حمایت مالی از جوزف جوان شد، همه اعضای خانواده را به قتل رساند. شلیتن باوئر پیش از مرگش در سال ۱۹۴۱، چندین ادعای مدنی را برای تهمت علیه افرادی که او را "قاتل هینترکایفک" توصیف می کردند، انجام داد و برنده شد.

### کارل اس و آندریاس اس
در سال ۱۹۷۱، زنی به نام ترز تی. نامه ای با اشاره به اتفاقی در دوران نوجوانی خود نوشت: در سن ۱۲ سالگی، شاهد ملاقات مادرش از سوی مادرِ برادران کارل و آندریاس اس بود. این زن(مادرِ کارل و آندریاس) ادعا کرد که پسرانش دو قاتل هینترکایفک بودند. مادر گفت: «آندریاس از اینکه چاقویش را گم کرده پشیمان شد».  در واقع، هنگامی که مزرعه در سال ۱۹۲۳ تخریب شد، یک چاقوی جیبی پیدا شد که نمی‌توان آن را به وضوح متعلق به کسی دانست. با این حال، چاقو می توانست متعلق به یکی از قربانیان قتل باشد. این مسیر بدون نتیجه دنبال شد. کرزنز ریگر، خدمتکار سابق هینترکایفک، مطمئن بود که قبلاً در حین نظافت خانه، چاقو را در حیاط دیده است.

### پیتر وبر
پیتر وبر توسط جوزف بتز به عنوان مظنون معرفی شد. این دو(پیتر و بتز) در زمستان ۱۹۱۹-۱۹۲۰ به عنوان کارگر با هم کار میکردند و در یک اتاق مشترک بودند. به گفته بتز، وبر از مزرعه ای دورافتاده به نام هینترکایفک صحبت کرد. وبر می‌دانست که تنها یک زوج پیر با دختر و دو فرزندش در آنجا زندگی می کنند. به احتمال زیاد او از رابطه زناشویی بین گروبر و دخترش اطلاع داشته است. بتز در جلسه ای شهادت داد که وبر برای گرفتن پول خانواده پیشنهاد کشتن پیرمرد را داده بود. وقتی بتز به این پیشنهاد پاسخ نداد، وبر از صحبت در مورد آن دست کشید.

### برادران بیکلر و گئورگ سیگل
خدمتکار سابق، کرزنز ریگر، از نوامبر ۱۹۲۰ تا حدود سپتامبر ۱۹۲۱ در هینترکایفک کار می کرد. او به برادران آنتون و کارل بیکلر مشکوک بود که مرتکب قتل شده اند. آنتون بیکلر در برداشت سیب زمینی در هینترکایفک کمک کرده بود و بنابراین محل را می دانست. ریگر گفت که بیکلر اغلب در مورد خانواده گروبر و گابریل با او صحبت می کرد. خدمتکار همچنین در بازجویی خود تأکید کرد که سگ مزرعه که به همه پاس می کرد، هرگز برای آنتون پاس نکرد. علاوه بر این، او گزارش داد که شبانه با یک غریبه از پنجره خود صحبت می کند. او فکر می کرد که آنتون و کارل بیکلر می توانستند با گئورگ سیگل، که در هینترکایفک کار می کرد و از ثروت خانواده خبر داشت، این قتل را انجام دهند. ظاهراً سیگل در نوامبر ۱۹۲۰ وارد خانه شده بود و تعدادی از اقلام را دزدیده بود، اگرچه او آن را انکار کرد. او اظهار داشت که دستهٔ آلت قتاله(کلنگ) را زمانی که در هینترکایفک کار می کرد ساخته بود و می دانست که این ابزار در راهرو انبار نگهداری می‌شد.

### برادران تالر
بر اساس بیانیه خدمتکار سابق کرزنز ریگر، برادران تالر نیز مظنون بودند. این برادران پیش از جنایت چندین سرقت کوچک در آن ناحیه انجام داده بودند. ریگر گفت که یوزف تالر شب‌ها پشت پنجره او می‌ایستاد و از او درباره خانواده سؤال می‌پرسید، اما او(ریگر) پاسخی نمی‌داد. جوزف تالر در گفتگو مدعی شد که می داند کدام یک از اعضای خانواده در کدام اتاق خوابیده است و اظهار داشت که آنها پول زیادی دارند. ریگر در طول گفت و گوی خود متوجه شد فرد دیگری در آن نزدیکی است. به گفته او، جوزف تالر و مرد غریبه به انبار تجهیزات(محل قتل) نگاه کرده و چشمان خود را به سمت بالا چرخاندند.

### پل مولر
بیل جیمز،نویسنده، در کتاب خود، مردی از قطار، ادعا می‌کند که مردی معروف به پل مولر، یک مهاجر آلمانی، ممکن است مسئول قتل‌ها بوده باشد. مولر تنها مظنون قتل یک خانواده ماساچوست در سال ۱۸۹۸ بود و جیمز معتقد است مولر بر اساس تحقیقات در بایگانی روزنامه های آمریکایی ده ها قربانی را کشته است. قتل‌عام هینترکایفک شباهت های زیادی به جنایات مشکوک مولر در ایالات متحده دارد، از جمله قتل‌عام یک خانواده در خانه دورافتاده، استفاده از لبه تیز ابزار کشاورزی به عنوان سلاح (تبر)، حرکت و چیدن اجساد  قربانیان و نداشتن انگیزه سرقت برای قتل. جیمز مشکوک است که مولر، که در رسانه‌های معاصر به عنوان یک مهاجر آلمانی توصیف می‌شود، ممکن است تا سال ۱۹۱۲ پس از اینکه کاراگاهان خصوصی و روزنامه‌نگاران متوجه الگوهای قتل‌های خانوادگی در سراسر خطوط دولتی شده‌اند، ایالات متحده را به مقصد میهن خود ترک کرده باشد.